# André Glucksmann
André Glucksmann [glyksman] (19. června 1937 – 10. listopadu 2015) byl francouzský filozof a politolog, který silně ovlivnil pravicovou politickou filozofii 20. století.

## Život
Narodil se v Boulogne-Billancourt aškenázským rodičům z Rumunska a Československa. Byl silně ovlivněn Raymondem Aronem, jehož byl asistentem na Sorbonně, a který mu také pomohl vydat v Centre National de la Recherche Scientifique jeho první knihu Le discours de la Guerre (Řeč války). Stal se též vlivným komentátorem francouzských deníků Libération a L'Express. V roce 1968 stál ještě na radikálně levicových pozicích, uvažoval tehdy o zrušení státu z pozic anarchismu a maoismu. V sedmdesátých letech se však přiklonil k pravici a stal se kritikem totalitarismu a post-totalitarismu, politického i intelektuálního. Vystupoval proti komunistickému zřízení ve východní Evropě. Podporoval a zajímal se o různá disidentská hnutí po celém světě. Při předávání Mírové ceny německých knihkupců v roce 1989 pronášel laudatio na Václava Havla, který cenu toho roku přebíral. S Havlem byli osobní přátelé. Patřil mezi signatáře tzv. Pražské deklarace o zločinech komunismu z roku 2008.

## Dílo
Glucksmannova kritika intelektuálního totalitarismu, jak ji počal rozvíjet v práci Les Maitres Penseurs z roku 1977, je asi nejznámější částí jeho díla. Tvrdí, že v evropském myšlení proti sobě stojí dva typy teoretizování, filozofování a intelektualismu: sokratovský a platónský. Sokratovo poselství podle něj je, že ideál nesmí být nikdy nadřazen člověku. Toto poselství překroutil již Sokratův žák Platón, který dal všem myslitelům naději na uzavřenost myšlenkového systému, čímž založil totalitární linii myšlení, na niž navázal Johann Gottlieb Fichte a Georg Wilhelm Friedrich Hegel, posléze Karl Marx a Friedrich Nietzsche. Toto uzavřené myšlení se stalo i intelektuální základnou totalitarismů politických, soudil Glucksmann. Na sokratovskou linii myšlení dle něj navázali například Michel de Montaigne či René Descartes.
Glucksmann též varoval, že krom totalitarismu existuje i nenápadnější post-totalitarismus, který funguje uvnitř otevřených, demokratických systémů. Post-totalitarismus si vždy rafinovaně činí nárok „bránit svobodu před totalitarismem“.
Známý je též autorův výrok, že intelektualismus „je obranou proti hlouposti“. Bývá však zjednodušován. Hloupostí Glucksmann především mínil „víru, že žijeme v nejlepším ze všech světů“.

## Díla vydaná v češtině
- Rozprava o nenávisti, vydalo nakladatelství a knihkupectví Kalich, 2011